# Park Chan-wook
Park Chan-wook (in coreano: 박찬욱, romaja: Bak Chan-uk, [pak̚t͡ɕʰanuk̚]; Seul, 23 agosto 1963) è un regista, sceneggiatore e produttore cinematografico sudcoreano.
Annoverato tra i cineasti più importanti e influenti del cinema coreano, dal caratteristico stile eclettico e personale, ha ottenuto il successo internazionale con la trilogia della vendetta, composta da Mr. Vendetta (2002), Old Boy (2003) e Lady Vendetta (2005).
Con Old Boy ha vinto il Grand Prix Speciale della Giuria al Festival di Cannes 2004, dove ricevette anche il plauso del regista statunitense Quentin Tarantino che definì la pellicola come «il film che avrei voluto fare io». Nel 2022 ha ottenuto il Prix de la mise en scène all'annuale Festival di Cannes per il film Decision to Leave.

## Biografia
Nato il 23 agosto del 1963 a Seul, Park finito il liceo prova ad entrare alla facoltà di estetica all'Università Nazionale di Seul; non ammesso, si iscrive alla facoltà di filosofia alla Sogang University. Qui assieme ad altri studenti fonda un circolo cinematografico, il Film Gang, provvisto di una ricchissima videoteca. Inizia così a scrivere articoli, saggi e recensioni, con particolare attenzione al cinema contemporaneo. Dopo la laurea, lavora come critico cinematografico per diverse riviste e giornali, ma il suo desiderio di intraprendere la carriera di regista (nato da una visione di La donna che visse due volte di Alfred Hitchcock durante il liceo) lo spinge a lavorare all'interno dei set cinematografici; diventa così assistente e aiuto-regista dell'amico Kwank Jae-young.
Godendo di buona reputazione tra gli addetti ai lavori e avendo cercato ovunque finanziamenti e aiuti economici, nel 1992 debutta dietro la macchina da presa con il lungometraggio Dar-eun... haega kkuneun kkum, di cui è anche autore della sceneggiatura. L'esito al botteghino è però un disastro e Park affronta un momento molto difficile durante il quale lavora anche come commesso in una videoteca. Continua comunque a scrivere diversi articoli per riviste cinematografiche e soprattutto sceneggiature che presenta a diversi produttori, e nel 1997 finalmente realizza la sua seconda opera 3injo, ma anche questa volta il riscontro con il pubblico è sotto le aspettative.
Park non si perde d'animo e decide di realizzare un cortometraggio, Simpan, che ottiene una buona visibilità partecipando all'importante Festival international du court métrage de Clermont-Ferrand. Grazie a questo lavoro viene notato dalla casa di produzione Myung Films che decide di affidargli la regia dell'adattamento sul grande schermo del romanzo DMZ di Park Sang-yun, mettendogli a disposizione un considerevole budget. Nasce così nel 2000 Joint Security Area: il film ottiene un successo straordinario, diventando uno dei film più visti di sempre in patria e trasformando Park Chan-wook in un regista quotato e apprezzato. Il film viene inoltre invitato a diversi festival, tra cui quello di Berlino e il Far East Film Festival di Udine, entrambi nel 2001. Grazie a questo immenso successo, Park può dedicarsi a una sua vecchia sceneggiatura risalente a circa cinque anni prima, ed è così che nel 2002 nasce Mr. Vendetta, pellicola che provoca polemiche tra il pubblico coreano, ma che viene invece accolta con entusiasmo dal pubblico dei festival stranieri (Toronto, Seattle, Philadelphia, il Fantasia Film Festival di Montreal). Lo stesso anno, Park fonda assieme ad altri cineasti la casa di produzione EGG Films.
Nel 2003 dirige prima l'episodio NEPAL (Never Ending Peace and Love) del film collettivo If You Were Me, e poi il lungometraggio Old Boy, presentato nel maggio del 2004 all'annuale Festival di Cannes, dove ottiene il Grand Prix Speciale della Giuria, assegnato da una giuria presieduta da un entusiasta Quentin Tarantino. Il successo ora si allarga anche al grande pubblico ed il film viene distribuito in tutta Europa. Nell'estate del 2005, per un breve periodo in Italia viene anche distribuito in sordina Mr. Vendetta. Intanto, sempre nel 2004 realizza assieme ai registi Takashi Miike e Fruit Chan il film collettivo Three... Extremes, firmando l'episodio Cut presentato nella sezione Mezzanotte alla 61ª Mostra internazionale d'arte cinematografica di Venezia. In Italia il film esce direttamente per il mercato Home video.
La trilogia della vendetta vede la sua conclusione nel 2005 con Lady Vendetta, presentato in concorso alla 62ª Mostra internazionale d'arte cinematografica di Venezia e distribuito nei cinema italiani all'inizio del 2006. Park Chan-wook è ormai un autore riconosciuto a tutti gli effetti: ne sono prova la partecipazione come giurato alla successiva Mostra di Venezia del 2006 e l'offerta (poi rifiutata) di dirigere il remake de La casa di Sam Raimi.
Dopo Cannes e Venezia, nel 2007 è di nuovo il turno del Festival di Berlino che presenta in concorso I'm a Cyborg, But That's OK, opera che si discosta dalle tematiche precedenti raccontando una storia d'amore all'interno di un ospedale psichiatrico. Il film vince il Premio Alfred Bauer per l'opera più innovativa. Questo film, come il successivo, in Italia non ha ancora avuto distribuzione. Nel 2009 presenta in concorso al Festival di Cannes Thirst, una storia di vampiri di ambientazione contemporanea, grazie al quale vince il Premio della giuria ex aequo con Fish Tank di Andrea Arnold.
Nel 2013 realizza il suo primo film in lingua inglese, intitolato Stoker, il cui soggetto è dell'attore inglese Wentworth Miller; prodotto e distribuito dalla Fox Searchlight Pictures, la pellicola annovera nel cast attori come Matthew Goode, Nicole Kidman e Mia Wasikowska. Tre anni dopo è la volta di Mademoiselle, film ispirato al romanzo inglese Ladra scritto da Sarah Waters ambientato nella Londra del 1862; Park localizza la vicenda nella Corea del Sud degli anni '30 durante l'Occupazione giapponese, e con oltre 32 milioni di dollari incassati in patria risulta uno dei maggiori successi della stagione cinematografica sudcoreana.
Nel 2016, viene annunciato che il regista realizzerà una trasposizione cinematografica del romanzo di Project Itoh "L'organo genocida", dal quale nel 2017 nei cinema giapponesi viene rilasciato un primo adattamento in versione anime prodotto da Manglobe e Geno Studio per la regia e sceneggiatura di Shukō Murase.

Nel maggio 2020 Park annuncia di star scrivendo la sceneggiatura del suo prossimo lungometraggio, descritto come un melodramma con protagonisti Tang Wei e Park Hae-il. Nell'ottobre dello stesso anno, il film viene confermato con il titolo internazionale Decision to Leave con l'inizio delle riprese fissato per la fine del mese. Il lungometraggio è stato presentato in concorso al 75º Festival di Cannes aggiudicandosi il Prix de la mise en scène, venendo successivamente distribuito nelle sale cinematografiche italiane il 2 febbraio 2023.

## Filmografia

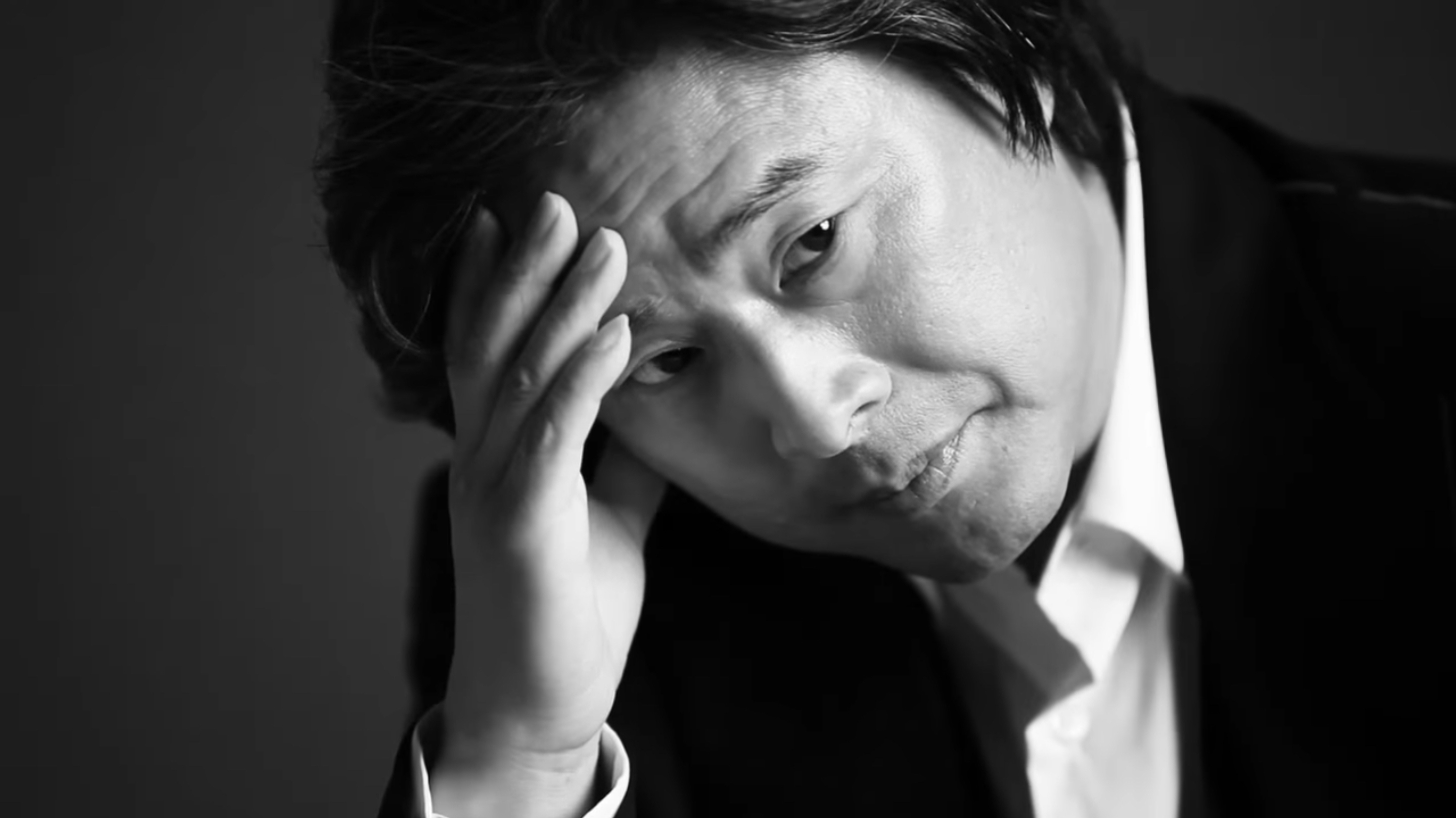
Park nel 2013

### Regista

#### Lungometraggi
- Dar-eun... haega kkuneun kkum (달은... 해가 꾸는 꿈?) (1992)
- 3injo (3인조?) (1997)
- Joint Security Area (공동경비구역 JSA?, Gongdonggyeongbigu-yeok JSALR) (2000)
- Mr. Vendetta (복수는 나의 것?, Boksuneun na-ui geotLR) (2002)
- Old Boy (올드보이?) (2003)
- Lady Vendetta (친절한 금자씨?, Chinjeolhan Geum-ja-ssiLR) (2005)
- I'm a Cyborg, But That's OK (싸이보그지만 괜찮아?, Cyborgjiman gwaenchanh-aLR) (2006)
- Thirst (박쥐?, BakjwiLR) (2009)
- Stoker (2013)
- Mademoiselle (아가씨?, AgassiLR) (2016)
- Decision to Leave (헤어질 결심?, He-eojil gyeolsimLR) (2022)
- No Other Choice (어쩔 수가 없다?, Eojjeol suga eopdaLR) (2025)

#### Cortometraggi
- Simpan (심판?) (1999)
- N.E.P.A.L., episodio di Yeoseot gae-ui siseon (여섯 개의 시선?) (2003)
- Cut, episodio di Three... Extremes (三更2S, Sāngēng 2P) (2004)
- Paranmanjang (파란만장?) (2011)
- Cheongchureoram (청출어람?) (2012)
- A Rose Reborn (2014)
- Iljangchunmong (일장춘몽?) (2022)

#### Televisione
- La tamburina (The Little Drummer Girl) – miniserie TV, 6 puntate (2018)
- Il simpatizzante (The Sympathizer) – miniserie TV, 3 puntate (2024)

#### Video musicali
- Lee Jung-hyun – V (2013)

### Sceneggiatore

#### Lungometraggi
- Dar-eun... haega kkuneun kkum (달은... 해가 꾸는 꿈?) (1992)
- 3injo (3인조?) (1997)
- Anarchists (아나키스트?), regia di Yoo Young-sik (2000)
- Joint Security Area (공동경비구역 JSA?, Gongdonggyeongbigu-yeok JSALR) (2000)
- Humanist (휴머니스트?), regia di Lee Mu-yeong (2001)
- Mr. Vendetta (복수는 나의 것?, Boksuneun na-ui geotLR) (2002)
- Cheol-eobsneun anae-wa palanmanjanghan nampyeon, geuligo taegwonsonyeo (철없는 아내와 파란만장한 남편, 그리고 태권소녀?), regia di Lee Mu-yeong (2002)
- Old Boy (올드보이?) (2003)
- Lady Vendetta (친절한 금자씨?, Chinjeolhan Geum-ja-ssiLR) (2005)
- Sonyeon, Cheonguk-e gada (소년, 천국에 가다?), regia di Yoon Tae-yong (2005)
- I'm a Cyborg, But That's OK (싸이보그지만 괜찮아?, Cyborgjiman gwaenchanh-aLR) (2006)
- Miss Hongdangmu (미쓰 홍당무?), regia di Lee Kyoung-mi (2008)
- Thirst (박쥐?, BakjwiLR) (2009)
- Bimir-eun eopda (비밀은 없다?), regia di Lee Kyoung-mi (2016)
- Mademoiselle (아가씨?, AgassiLR) (2016)
- Decision to Leave (헤어질 결심?, He-eojil gyeolsimLR) (2022)
- Guerra e rivolta (전, 란?, Jeonn, ranLR), regia di Kim Sang-man (2024)
- No Other Choice (어쩔 수가 없다?, Eojjeol suga eopdaLR) (2025)

#### Cortometraggi
- Simpan (심판?) (1999)
- N.E.P.A.L., episodio di Yeoseot gae-ui siseon (여섯 개의 시선?) (2003)
- Cut, episodio di Three... Extremes (三更2S, Sāngēng 2P) (2004)
- Paranmanjang (파란만장?) (2011)
- Cheongchureoram (청출어람?) (2012)
- A Rose Reborn (2014)
- Iljangchunmong (일장춘몽?) (2022)

#### Televisione
- Il simpatizzante (The Sympathizer) – miniserie TV, 7 puntate (2024)

### Produttore

#### Lungometraggi
- I'm a Cyborg, But That's OK (싸이보그지만 괜찮아?, Cyborgjiman gwaenchanh-aLR) (2006)
- Miss Hongdangmu (미쓰 홍당무?), regia di Lee Kyoung-mi (2008)
- Thirst (박쥐?, BakjwiLR) (2009)
- Snowpiercer (설국열차?, Seolgug-yeolchaLR), regia di Bong Joon-ho (2013)
- Mademoiselle (아가씨?, AgassiLR) (2016)
- Decision to Leave (헤어질 결심?, He-eojil gyeolsimLR) (2022)
- Guerra e rivolta (전, 란?, Jeonn, ranLR), regia di Kim Sang-man (2024)
- No Other Choice (어쩔 수가 없다?, Eojjeol suga eopdaLR) (2025)

#### Cortometraggi
- Simpan (심판?) (1999)
- Paranmanjang (파란만장?) (2011)
- Cheongchureoram (청출어람?) (2012)
- Iljangchunmong (일장춘몽?) (2022)

#### Televisione
- La tamburina (The Little Drummer Girl) – miniserie TV, 6 puntate (2018) - produttore esecutivo
- Snowpiercer – serie TV, 40 episodi (2020-2024) - produttore esecutivo
- Il simpatizzante (The Sympathizer) – miniserie TV, 7 puntate (2024) - produttore esecutivo

## Riconoscimenti
- Festival di Cannes
  - 2004 – Candidatura alla Palma d'oro con Old Boy
  - 2004 – Grand Prix Speciale della Giuria per Old Boy[6]
  - 2009 – Candidatura alla Palma d'oro con Thirst
  - 2009 – Premio della giuria per Thirst
  - 2016 – Candidatura alla Palma d'oro con Mademoiselle
  - 2022 – Candidatura alla Palma d'oro con Decision to Leave
  - 2022 – Prix de la mise en scène per Decision to Leave[8][19]
- Festival internazionale del cinema di Berlino
  - 2007 - Candidatura all'Orso d'oro per I'm a Cyborg, But That's OK
  - 2007 – Premio Alfred Bauer per I'm a Cyborg, But That's OK
- British Academy Film Award
  - 2018 – Miglior film non in lingua inglese per Mademoiselle
- British Independent Film Award
  - 2004 – Miglior film indipendente internazionale per Old Boy
- LACMA[20]
  - 2022 – Art+Film Gaia
- Saturn Award
  - 2017 – Miglior film internazionale per Mademoiselle